# Olio di jojoba

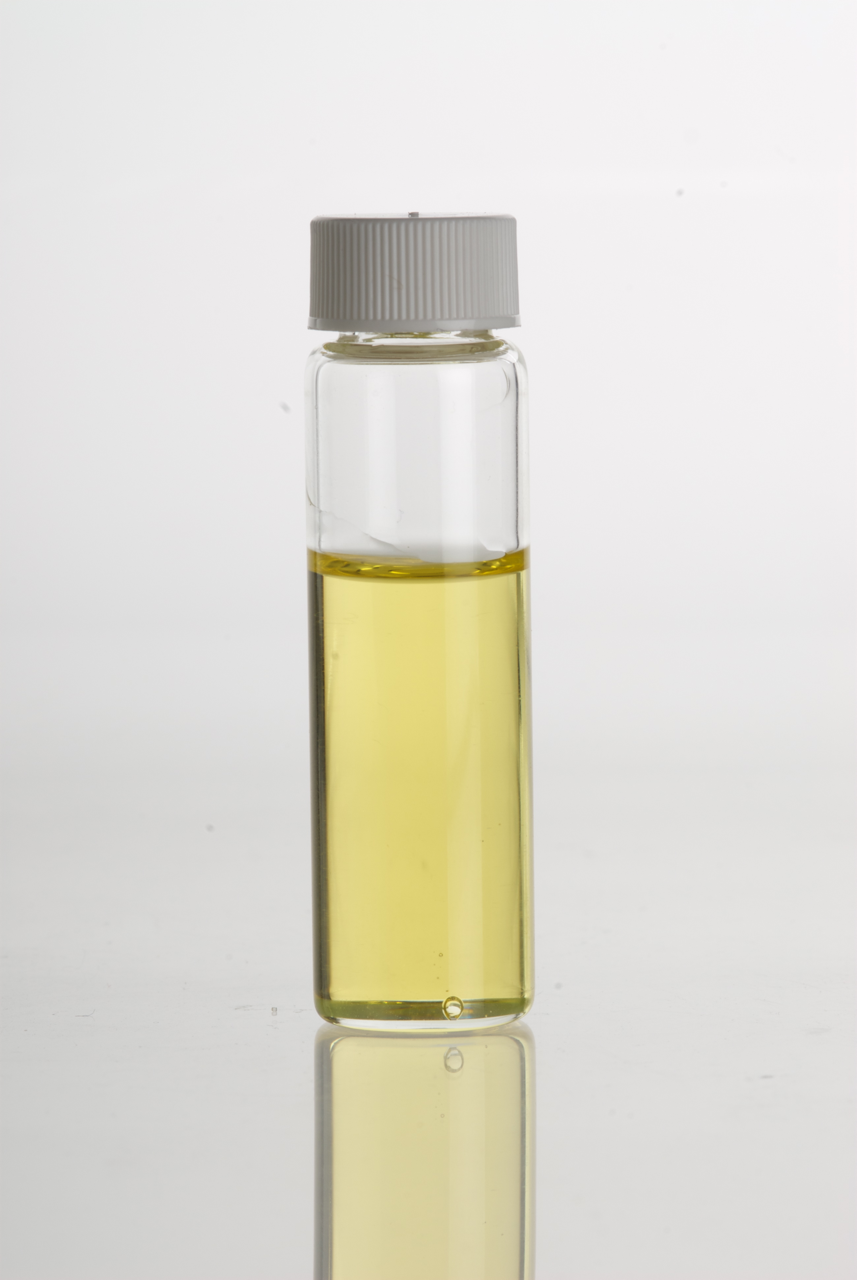
Vasetto di olio di jojoba

L'olio di jojoba (pronunciato come ho-ho-bah) è una cera, liquida a temperatura ambiente, prodotta dai semi di jojoba (Simmondsia chinensis), pianta a portamento arbustivo delle zone desertiche della Arizona meridionale, del Messico nord-occidentale, e della California meridionale.
L'olio (cera) è presente in percentuale di peso oltre il 50% nei semi della pianta.

## Composizione
Come in tutti gli oli vegetali la composizione può variare per cultivar, esposizione, raccolta e lavorazione; pertanto si deve considerare la composizione tipica.
L'olio di jojoba è una miscela di esteri cerosi, con catene medio lunghe (da 36 a 46 carboni). Ogni molecola consiste di un acido grasso e di un alcole grasso connessi da un legame esterico. La maggioranza degli acidi grassi (97% circa) sono insaturi al nono legame carbonio-carbonio. 
Di queste il 70% circa sono C20:1, acido gadoleico, il restante 30% circa è composto da C18:1, acido oleico, e C22:1 , acido erucico.
Gli alcoli grassi invece sono C20:1 (40% circa), C22:1 (45% circa) e C24:1 (15% circa).
La presenza di trigliceridi (>2%) è considerata un indicatore di una possibile adulterazione.
Le percentuali approssimate degli esteri cerosi composti da alcole + acido grasso presenti nell'olio di jojoba sono le seguenti.
| Lunghezza totale della catena (n°di C) | alcole grasso (n°di C) | acido grasso (n°di C) | concentrazione (%) |
| -------------------------------------- | ---------------------- | --------------------- | ------------------ |
| 36                                     | 20                     | 16                    | 1                  |
| 38                                     | 18                     | 20                    | 5                  |
| 38                                     | 20                     | 18                    | 2                  |
| 40                                     | 20                     | 20                    | 24                 |
| 40                                     | 22                     | 18                    | 6                  |
| 42                                     | 20                     | 22                    | 10                 |
| 42                                     | 22                     | 20                    | 40                 |
| 44                                     | 20                     | 24                    | 2                  |
| 44                                     | 22                     | 22                    | 2                  |
| 44                                     | 24                     | 20                    | 7                  |
| 46                                     | 24                     | 22                    | 1                  |

## Aspetto
L'olio non raffinato appare di colore paglierino chiaro a temperatura ambiente con un leggerissimo odore oleoso.
L'olio raffinato è incolore (limpido come l'acqua) ed inodore.
Solidifica a temperature inferiori ai 10 °C. 
Il valore di iodio (o indice di assorbimento di iodio) è circa 80. 
L'olio di jojoba è definibile come notevolmente stabile all'ossidazione se correlato agli altri oli vegetali.
Ha un indice di stabilità ossidativa di circa 60; è quindi meno stabile solo dell'olio di ricino, dell'olio di macadamia e dell'olio di cocco.

## Usi
Diversamente dalla maggioranza degli oli vegetali composti prevalentemente da trigliceridi, l'olio di jojoba è chimicamente simile alle componenti cerose del sebo umano; di conseguenza una buona parte dell'olio e dei suoi derivati esterici, isopropilici ed alcolici, possono essere utilizzati in cosmesi, per prodotti per la cura della persona, soprattutto per la pelle ed i capelli.
L'olio di jojoba ha sostituito eccellentemente lo spermaceti, rispetto al quale, per molti aspetti, è addirittura superiore, e più versatile.
Si è notato che l'olio ha proprietà disinfettanti ed antimicotiche. Tali proprietà sono applicate in alcuni casi anche per la cura di malattie micotiche delle piante.
Dal punto di vista alimentare, l'olio di jojoba non è tossico, ma è poco digeribile; quindi si comporta come massa inerte nell'apparato digerente, con effetto disturbante per il sistema intestinale stesso e spiacevolmente lassativo.
Dal punto di vista tecnico, l'olio di jojoba può essere chimicamente trasformato in carburante biodiesel..
L'olio di jojoba spesso viene usato nello stretching dei lobi assoggettati a piercing, come emolliente e lubrificante, sia per facilitare l'aumento di misura, sia come cura giornaliera per mantenere l'elasticità della pelle del lobo.